# Oriol Izquierdo Llopis
Oriol Izquierdo i Llopis (Barcelona, 1963) és un escriptor i gestor cultural català. És llicenciat en Filosofia i Lletres per la Universitat Autònoma de Barcelona, 1987 i Diploma d'estudis avançat i Doctorat en Comunicació i Humanitats per la Facultat de Comunicació Blanquerna, Universitat Ramon Llull (URL), 2010. Des del 1980 està estretament vinculat al món cultural català desenvolupant diferents tasques.

## Biografia
En l'àmbit acadèmic, ha donat classes de literatura i seminaris d'humanitats a la Facultat de Comunicació Blanquerna (Universitat Ramon Llull), a la Universitat Oberta de Catalunya, a la Universitat de Barcelona i a l'Escola d'Escriptura i Humanitats de l'Ateneu Barcelonès. Pel que fa als mitjans de comunicació, ha col·laborat regularment amb diaris com La Vanguardia o l’Avui. També ha exercit la crítica literària en diversos diaris i revistes de Barcelona, València i Madrid, en nom propi o com a membre del «col·lectiu Joan Orja». És un dels autors de l'assaig Fahrenheit 212. Una aproximació a la literatura catalana recent (La Magrana, 1989).
El 1991 va ser impulsor, amb Jaume Subirana, de la Revista magnètica, publicació electrònica de crítica cultural (1992-1996) i, amb Vicent Partal, de Vilaweb Lletres (2001). Ha participat com a cap de redacció en la creació, el 1999, de la publicació trimestral Idees. Revista de temes contemporanis. Com a editor, ha sigut director literari d'Edicions Proa (Grup Enciclopèdia Catalana), entre 1987 i 1998, i responsable de publicacions de la Fundació Joan Maragall. Ha estat secretari general de l'Opinió Catalana i ha sigut membre, entre d'altres, del jurat de la Lletra d'Or.
El 2004 va estrenar el seu blog OI?, un dels primers de Vilaweb, coincidint en el temps amb l'aparició dels dietaris de Biel Mesquida i Joan Josep Isern.
L'any 2007 va publicar el llibre de poemes Moments feliços, i el mateix any fou nomenat nou director de la Institució de les Lletres Catalanes (ILC) a proposta del llavors conseller de Cultura i Mitjans de Comunicació, Joan Manuel Tresserras, un cop escoltat el Consell Assessor d'aquesta entitat autònoma del Govern de la Generalitat. Izquierdo va substituir Jaume Subirana, que va renunciar al càrrec de manera voluntària el 26 de novembre de 2006. Va romandre al càrrec fins al 2013, quan fou destituït i substituït per Laura Borràs.
Des del 2013 impulsa amb Dolors Borau el projecte Sopa de lletres, un negoci d'alimentació també dedicat a l'activitat cultural al barri d'Horta de Barcelona.
Des d'octubre de 2024 és encarregat de Justícia i qualitat democràtica del seu partit.